# Мальзевиль
Мальзеви́ль	(фр. Malzéville) — коммуна во французском департаменте Мёрт и Мозель, региона Лотарингия. Относится к кантону Мальзевиль. Пригород Нанси, входит в агломерацию Большого Нанси. Расположен в излучине Мозеля.					

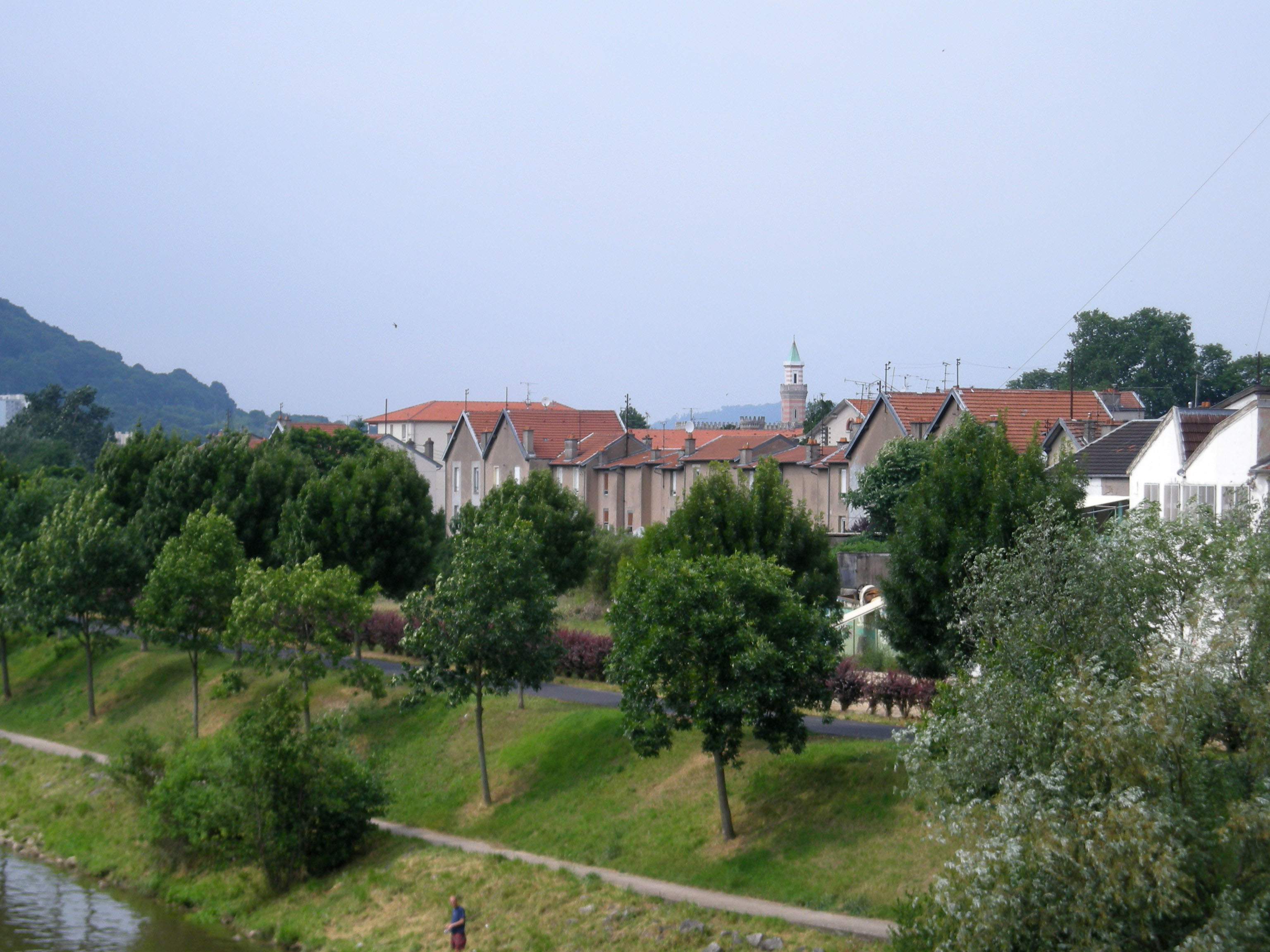
Мальзевиль. Берег реки Мозель и минарет.

## Демография
Население коммуны на 2010 год составляло 8094 человека.
| 1962 | 1968 | 1975 | 1982 | 1990 | 1999 | 2010 |
| ---- | ---- | ---- | ---- | ---- | ---- | ---- |
| 7412 | 8725 | 8432 | 8325 | 8090 | 7712 | 8094 |

## Достопримечательности
- Арборетум Абьетине
- Вилла Ла-Дуэра